# Edison Lighthouse
Gli Edison Lighthouse sono un gruppo pop britannico formatosi nel 1970. Essi sono un gruppo one-hit wonder famosi, per l'appunto, soprattutto per il loro singolo Love Grows (Where My Rosemary Goes).

## Carriera
La formazione originale degli Edison Lighthouse era formata da Tony Burrows (voce), Stuart Edwards (prima chitarra), David Taylor (basso), George Weyman (batteria) e Ray Dorey (seconda chitarra). Il singolo entrato nella Top 40 hit Love Grows (Where My Rosemary Goes)
(1970) era uno dei quattro brani quasi contemporanei che Burrows ha interpretato sotto diversi nomi, (gli altri sono My Baby Loves Lovin' interpretato con i White Plains, Gimme Dat Ding con i The Pipkins, e United We Stand con i Brotherhood of Man. Burrows fu anche la voce del singolo Beach Baby (1974) per un altro gruppo, The First Class.
Love Grows (Where My Rosemary Goes) rimase al primo posto della Official Singles Chart per cinque settimane e vendette 250,000 copie in Gran Bretagna. Love Grows arrivò alla prima posizione della classifica dopo una settimana dalla sua uscita, divenendo a quell'epoca la più veloce scalata della classifica di un nuovo singolo. Negli Stati Uniti il singolo fu pubblicato nel febbraio 1970 e raggiunse la quarta posizione nel Billboard Hot 100, vendendo un milione di copie entro l'Aprile dello stesso anno guadagnando il disco d'oro del RIAA. In Canada raggiunse la terza posizione.
Dopo il successo di Love Grows, Burrows lasciò il gruppo per inseguire altri progetti, e Macaulay, che possedeva i diritti del nome Edison Lighthouse, formò un nuovo gruppo con nuovi musicisti con lo stesso nome. Alcuni di essi erano membri del gruppo Merlin 'Q'. L'attore e cantante Paul Vigrass rimpiazzò Burrows, mentre gli altri componenti del gruppo divennero David-Kerr Clemenson (basso elettrico), Andy Locke (chitarra), Eddie Richards (batteria) e Wally Scott (seconda chitarra). Questa seconda edizione degli Edison Lighthouse raggiunsero il fondo della UK Top 50 con il singolo It's Up to You Petula. Il successivo doppio singolo fu What's Happening/Take a Little Time, interamente scritto dalla band. Dopo la registrazione il gruppo fece un tour che toccò l'Australia, la Nuova Zelanda, Singapore, la Malaysia e l'Africa. Durante le tappe africane fu rilasciato un nuovo singolo dal nome Reconsider my Belinda. L'ultimo singolo pubblicato fu Find Mr Zebedee. Successivamente le carriere degli artisti si divisero: Dave Kerr-Clemenson,  dopo aver fatto un tour con i White Plains e Andy Locke, registrò un album con la Jet Records e iniziò a girare il mondo supportando intensamente la ELO. Eddie Richards divenne batterista nei The First Class rincontrando Burrows e ottenendo un discreto successo con il singolo Beach Baby.
Nel 2001, Les Fradkin, ottenne i diritti del nome Edison Lighthouse e formò un nuovo gruppo con questo nome.

## Formazione

### Formazione attuale
- Les Fradkin
- Jim Dessey
- Michael Bellusci

### Ex componenti
- Tony Burrows
- Stuart Edwards
- David Taylor
- George Weyman
- Ray Dorey

## Origine del nome
Il loro nome proviene dal faro di Eddystone che, in inglese, si pronuncia Eddystone lighthouse.